# بفرايمد
فرايمد (بالألمانية: Pfreimd) هي بلدة ألمانية تقع في ألمانيا في Schwandorf (district).

## المدن التوأمة
مدن غرونزفلد و Přimda هي مدن توأمة لـفرايمد.

## أعلام
- فرانس برونر